# Anacrusa (banda)
El grupo Anacrusa (actualmente Anacrusa XXI) es un conjunto argentino de proyección folklórica y rock progresivo latinoamericano, fundado por José Luis Castiñeira de Dios y Susana Lago en Buenos Aires en 1972.
Influenciado por desarrollos como los de Waldo de los Ríos, Eduardo Lagos y Rubén Juárez, el grupo buscó renovar la interpretación de la música popular de América del Sur escapando al tradicionalismo local del folklore argentino de la época. Para ello se dedicaron a combinar estilos e instrumentos tradicionales y modernos. 
Tras el exilio político de sus miembros a causa de la instauración de la dictadura militar argentina (1976-1983), el grupo fue refundado en Francia en 1977. Allí grabaron dos discos que dieron muestra de un sonido más electrónico, influenciado por el rock y la música sinfónica y de cámara. La canción "Fuerza" de su álbum homónimo (1982) fue grabada por Mercedes Sosa al año siguiente, convirtiéndola en un símbolo de la resistencia contra la censura y la represión. 
El grupo pasó más de 20 años realizando conciertos y giras ocasionales, aunque sin grabar en estudio con la excepción del "Reencuentro", un álbum a dúo entre Castiñeira de Dios y Lago firmado con el nombre Anacrusa. Pero la vuelta del conjunto al estudio se dio en 2005, sumando a músicos de la talla de Alejandro Santos, Hugo Pierre, Ricardo Lew y Enrique Roizner, entre otros. En el mismo año se lanzó también el álbum "Documentos" que registraba canciones inéditas grabadas entre 1975 y 1976, antes del exilio.
El grupo se renombró Anacrusa XXI tras la partida de Susana Lago, volcándose así completamente a la música instrumental.

## Nombre
El nombre de este conjunto principalmente folclórico argentino tiene origen en la forma musical europea llamada anacrusa (del griego ἀνάκρουσις [anákroːsis], retroceso), en este caso más bien con el sentido de regreso  a los orígenes del folclore argentino.

## Músicos
Su formación original contó con los siguientes miembros:
- José Luis Castiñeira de Dios: guitarra, charango, cuatro, arreglos y dirección general.
- Susana Lago: teclados y voz.
- Narciso Omar Espinoza: guitarra.
- Andre Arpino: batería.
- Jackye Tricore: guitarra.
- Tony Bonfyls: bajo eléctrico.
- Bruno Pizzamiglio: oboe
- Pierre Gozzes: saxofón.
- Patrice Mondon: violín.

En el año 2005 realizaron un regreso a los estudios con los siguientes músicos:
- José Luis Castiñeira de Dios: charango, cuatro, arreglos y dirección artística.
- Susana Lago: canto y piano.
- Alejandro Santos: quena, flauta, saxo tenor y sikus.
- Enrique Zurdo Roizner: batería.
- Hugo Pierre: saxo soprano y saxo alto, clarinete y flauta.
- Ricardo Lew: guitarra eléctrica y acústica.
- Allan Ballan: bajo eléctrico y contrabajo.
- Rubén Izaurralde: flauta.

En su encarnación más reciente (2022), puramente instrumental:
- José Luis Castiñeira de Dios: charango, cuatro, arreglos y dirección artística.
- Aníbal Glüzmann: piano y teclado.
- Alejandro Santos: quena, flauta, saxo tenor y sikus.
- Luis Ceravolo: batería,
- Mariano Rey: clarinete, saxo soprano y saxo alto.
- Néstor Gómez: guitarra eléctrica y acústica.
- Marcelo Torres: bajo eléctrico.

## Discografía
- 1973: Anacrusa
- 1974: Anacrusa II
- 1976: Anacrusa III
- 1978: El sacrificio
- 1982: Fuerza
- 1995: Reencuentro
- 2005: Encordados
- 2005: Documentos (grabaciones de 1975 y 1976).